# Teinobasis palauensis
Teinobasis palauensis là một loài chuồn chuồn kim trong họ Coenagrionidae.
Teinobasis palauensis được Lieftinck miêu tả khoa học năm 1962.